# Kaasmarkt (Woerden)
De kaasmarkt in Woerden wordt sinds 1885 elke zaterdagochtend gehouden. Er vindt een haastige handel en een traditioneel handjeklap plaats tussen de kaasboeren uit de regio en de marktmeester. Prijzen worden op de authentieke kaasbel geschreven. Dit is een echte kaasmarkt voor kaasboeren uit de regio en tevens een toeristische trekpleister.
Op de laatste zaterdag van de schoolvakantie van Midden-Nederland wordt een historische kaasmarkt gehouden in Woerden. Veel mensen nemen de kans waar om in klederdracht te verschijnen.
Elk jaar wordt op de eerste zaterdag van juni de eerste graskaas gepresenteerd. De allereerste graskaas wordt geveild. Na het veilen van de eerste graskaas wordt een 125 kilogram zware kaas geveild voor een goed doel. Deze kaas is zo groot als het wiel van een tractor.